# 4483 Petöfi
4483 Petöfi è un asteroide della fascia principale. Scoperto nel 1986, presenta un'orbita caratterizzata da un semiasse maggiore pari a 1,9228473 UA e da un'eccentricità di 0,0834911, inclinata di 26,72671° rispetto all'eclittica.
L'asteroide è dedicato al poeta ungherese Sándor Petőfi.